# Uapou maculata
Uapou maculata es una especie de araña araneomorfa de la familia Linyphiidae. Es el único miembro del género monotípico Uapou.

## Distribución
Se encuentra en las Islas Marquesas, en el sur de la isla Ua Pou.  